# Éric Valli
Éric Valli (* 1952 in Dijon) ist ein französischer Fotograf und Filmregisseur.

## Leben
Nachdem er eine Lehre als Tischler absolviert hatte, beschloss er mit 18 Jahren, sich stattdessen der Fotografie zu widmen. Er bereiste Afghanistan, den Nahen Osten und Indien. Mitte der 1970er Jahre ließ er sich in Kathmandu nieder. Fortan war er vor allem im Himalaya-Gebirge tätig und schuf Fotografien für Bildbände und Zeitschriften wie National Geographic und Geo. Außerdem realisierte er Dokumentarfilme, etwa 1988 Chasseurs de miel und 1990 Chasseurs des ténèbres. Letzterer wurde für einen Oscar als „bester Dokumentar-Kurzfilm“ nominiert.
Mit Himalaya – Die Kindheit eines Karawanenführers drehte er einen Spielfilm über ein Volk im Himalaya, das von der Yak-Zucht lebt. Der 1999 veröffentlichte Film sollte ebenfalls ein Dokumentarfilm werden, der Produzent schlug aber vor, den Stoff in Form eines Spielfilms umzusetzen. Dieser wurde schließlich mehrfach ausgezeichnet und war bei der Oscarverleihung 2000 als Beitrag Nepals als „bester fremdsprachiger Film“ nominiert.
Ein weiterer Spielfilm folgte 2006 mit The Trail über eine vierzehnjährige Europäerin, die nach dem Tod ihrer Mutter zu ihrem Vater nach Afrika geht, der dort als Geologe arbeitet. Dieser Film war weit weniger erfolgreich als Himalaya – Die Kindheit eines Karawanenführers.

## Filmografie
- 1988: Chasseurs de miel
- 1990: Chasseurs des ténèbres
- 1999: Himalaya – Die Kindheit eines Karawanenführers (Himalaya – l'enfance d'un chef)
- 2002: The Biggest Step
- 2006: The Trail
- 2011: Himalayan Gold Rush (Goldrausch im Himalaja)